# Friedrich Hornung
Friedrich Hornung (* 30. September 1865 in Lenkerstetten; † 24. Oktober 1928 in Langenargen) war ein württembergischer Oberamtmann.

## Leben
Hornung, Sohn eines Landwirts und evangelischer Konfession, studierte von 1885 bis 1889 Rechtswissenschaften in Tübingen und Berlin. 1889 legte er die erste und 1891 die zweite höhere Dienstprüfung ab. Er war Mitglied der Studentenverbindung AV Virtembergia Tübingen.
Er trat 1891 in die württembergische Innenverwaltung ein. 1895 wurde er Amtmann bei der Stadtdirektion Stuttgart und 1900 Kollegialhilfsarbeiter bei der Ministerialabteilung für das Hochbauwesen und der württembergischen Gebäudebrandversicherungsanstalt. 1901 wurde er Regierungsassessor bei der Regierung des Neckarkreises in Ludwigsburg, wobei er bei der Gebäudebrandversicherungsanstalt weiter verwendet wurde.
Er leitete als Oberamtmann von 1904 bis 1913 das Oberamt Neuenbürg und als Kollegialrat von 1913 bis 1922 das Amtsoberamt Stuttgart. 1922 wurde er Oberregierungsrat in der Ministerialabteilung für den Straßen- und Wasserbau.